# Мамонтовська сільська рада (Поспєлихинський район)
Ма́монтовська сільська рада (рос. Мамонтовский сельский совет) — сільське поселення у складі Поспєлихинського району Алтайського краю Росії.
Адміністративний центр — селище Імені Мамонтова.

## Населення
Населення — 1736 осіб (2019; 1770 в 2010, 1850 у 2002).

## Склад
До складу сільської ради входять:
| Населений пункт         | Населення, осіб (2002) | Населення, осіб (2010) |
| ----------------------- | ---------------------- | ---------------------- |
| Імені Мамонтова, селище | 1500                   | 1441                   |
| Крутий Яр, селище       | 350                    | 329                    |